# Liste des districts dans le borough londonien de Sutton
Ceci est une liste des districts du Borough londonien de Sutton.
Les zones du code postal de Sutton sont CR, KT, SM.

Sutton dans le Grand Londres

## Districts
| District        | Ville postale              | Zone postal/District | Coordonnées                 | OS grid ref  |
| --------------- | -------------------------- | -------------------- | --------------------------- | ------------ |
| Beddington      | WALLINGTON, CROYDON        | SM6, CR0             | 51° 22′ 24″ N, 0° 07′ 27″ O | TQ305655     |
| Belmont         | SUTTON                     | SM2                  | 51° 20′ 36″ N, 0° 12′ 09″ O | TQ253620     |
| Benhilton       | SUTTON                     | SM1, SM5             | 51° 22′ 19″ N, 0° 11′ 28″ O | TQ2590265268 |
| Carshalton      | CARSHALTON                 | SM5                  | 51° 21′ 55″ N, 0° 10′ 03″ O | TQ275645     |
| Cheam           | SUTTON                     | SM2, SM3             | 51° 22′ N, 0° 13′ O         | TQ245625     |
| Hackbridge      | WALLINGTON                 | SM6                  | 51° 22′ 26″ N, 0° 09′ 03″ O | TQ285685     |
| Little Woodcote | CARSHALTON, BANSTEAD       | SM5, SM7             | 51° 20′ 15″ N, 0° 09′ 34″ O | TQ2818561497 |
| Rosehill        | SUTTON, MORDEN, CARSHALTON | SM1, SM4, SM5        | 51° 22′ 59″ N, 0° 10′ 59″ O | TQ2666       |
| St. Helier      | MORDEN, CARSHALTON         | SM4, SM5             | 51° 22′ 57″ N, 0° 11′ 01″ O | TQ265664     |
| Sutton          | SUTTON                     | SM1, SM2, SM3        | 51° 21′ 56″ N, 0° 11′ 47″ O | TQ255645     |
| Wallington      | WALLINGTON                 | SM6                  | 51° 21′ 53″ N, 0° 08′ 25″ O | TQ294645     |
| Worcester Park  | WORCESTER PARK             | KT4                  | 51° 22′ 31″ N, 0° 14′ 20″ O | TQ225655     |

## Référence
- (en) Cet article est partiellement ou en totalité issu de l’article de Wikipédia en anglais intitulé « List of districts in the London Borough of Sutton » (voir la liste des auteurs).